# La Unión (1882-1887)
La Unión fue un diario español editado entre 1882 y 1887 en Madrid, durante la Restauración. 

## Historia
Partidario de la Unión Católica de Alejandro Pidal, fue dirigido por Damián Isern. Sucesor de El Fénix (1879-1881), defendió a ultranza la doctrina de la Iglesia católica y su sumisión a los obispos españoles y al papa León XIII y se enfrentó al carlismo de tendencia integrista, principalmente a los diarios El Siglo Futuro, El Correo Catalán y El Diario de Sevilla; además de a los periódicos liberales y de izquierdas.
Algunos de sus principales redactores eran el conde de Orgaz, el conde de Canga-Argüelles, el conde de Guaqui, el marqués de Olivart, y Ceferino Suárez Bravo. Ente sus colaboradores se contaban José María Quadrado, Manuel Cañete, Gumersindo Laverde Ruiz, Vicente de la Fuente y Bueno, Manuel Pérez Villamil, Marcelino Menéndez Pelayo, Juan Manuel Orti y Lara, Aureliano Fernández Guerra y José Selgas Carrasco. Tuvo sus oficinas en la calle del Factor, número 6.
Aunque afirmaba su sumisión a los obispos españoles, desde las páginas de El Siglo Futuro, Manuel de Burgos y Mazo acusaría a La Unión de haber atacado a algunos de ellos que no simpatizaban con el proyecto pidalino:

¿Ignora el Sr. X... que fueron los mestizos, que fueron La Union y Pidal, los que insultaron primero al señor Obispo de Dáulia, y llamaron viejo y chocho al de Tarazona, y revolucionario al de Osma, y tronaron contra el de Plasencia y de la Seo de Urgel, y comprendieron á todos bajo el nombre comun de barbárie de la derecha?

En marzo de 1887 el diario fue adquirido por Manuel María de Santa Ana, propietario de La Correspondencia de España, y adoptó el subtítulo de «diario católico-monárquico». Por desavenencias con el nuevo propietario, en junio de ese mismo año su director y algunos de sus redactores se separaron del periódico y fundaron La Unión Católica (1887-1899), quedando La Unión bajo la dirección de Francisco Javier de Betegón y Aparici, que subtituló el periódico «diario liberal-conservador» y pocos meses después cambiaría su nombre por el de La Monarquía (1887-1890), que siguió defendiendo el canovismo.